# Олми (Болцано)
Олми је насеље у Италији у округу Болцано, региону Трентино-Јужни Тирол.
Према процени из 2011. у насељу је живело 43 становника. Насеље се налази на надморској висини од 719 м.